# Hungry Heart (manga)
Pour les articles homonymes, voir Hungry Heart.
Hungry Heart (ハングリーハート, Hangurī Hāto) est un manga de Yoichi Takahashi le célèbre auteur de Captain Tsubasa. La série a été pré-publiée au Japon dans le magazine Weekly Shōnen Champion, puis a été reliée en 2002 aux éditions Akita shoten. Ce manga est une nouvelle série sur le football et n'est absolument pas la suite de Captain Tsubasa, qui se veut moins réaliste que cette production. Compte tenu d'un succès mitigé, Hungry Heart ne compte que six tomes, Yoichi Takahashi préférant continuer par la suite son manga fétiche Captain Tsubasa.
En France, la série a été publiée aux éditions Asuka.
La série connut également une adaptation animée en 52 épisodes chez le même éditeur sous le nom de Hungry Heart Wild Striker, sortie en 2002 au Japon. En France, la série est sortie en 4 coffrets DVD aux éditions Mabell en 2003.

## Résumé
Kyôsuke Kanou est le petit frère d'une vedette du football jouant au Milan AC et il vit mal la comparaison avec son frère. Il en devient violent et arrête le football, sa passion, au collège après avoir déclenché une bagarre générale lors d'un match de football.
Mais la chance tourne et Kyôsuke finit par rejoindre le Lycée Jyoyo ou il devient dans un premier temps entraineur de l'équipe de foot féminine, avant de finalement retourner à sa passion première pour devenir joueur dans l'équipe de football masculine du Lycée.

## Personnages
Kyôsuke Kanou : personnage principal de la série / saga. Entraîneur de l'équipe de football féminine, puis attaquant dans l'équipe de football masculine.